# 道德原則研究

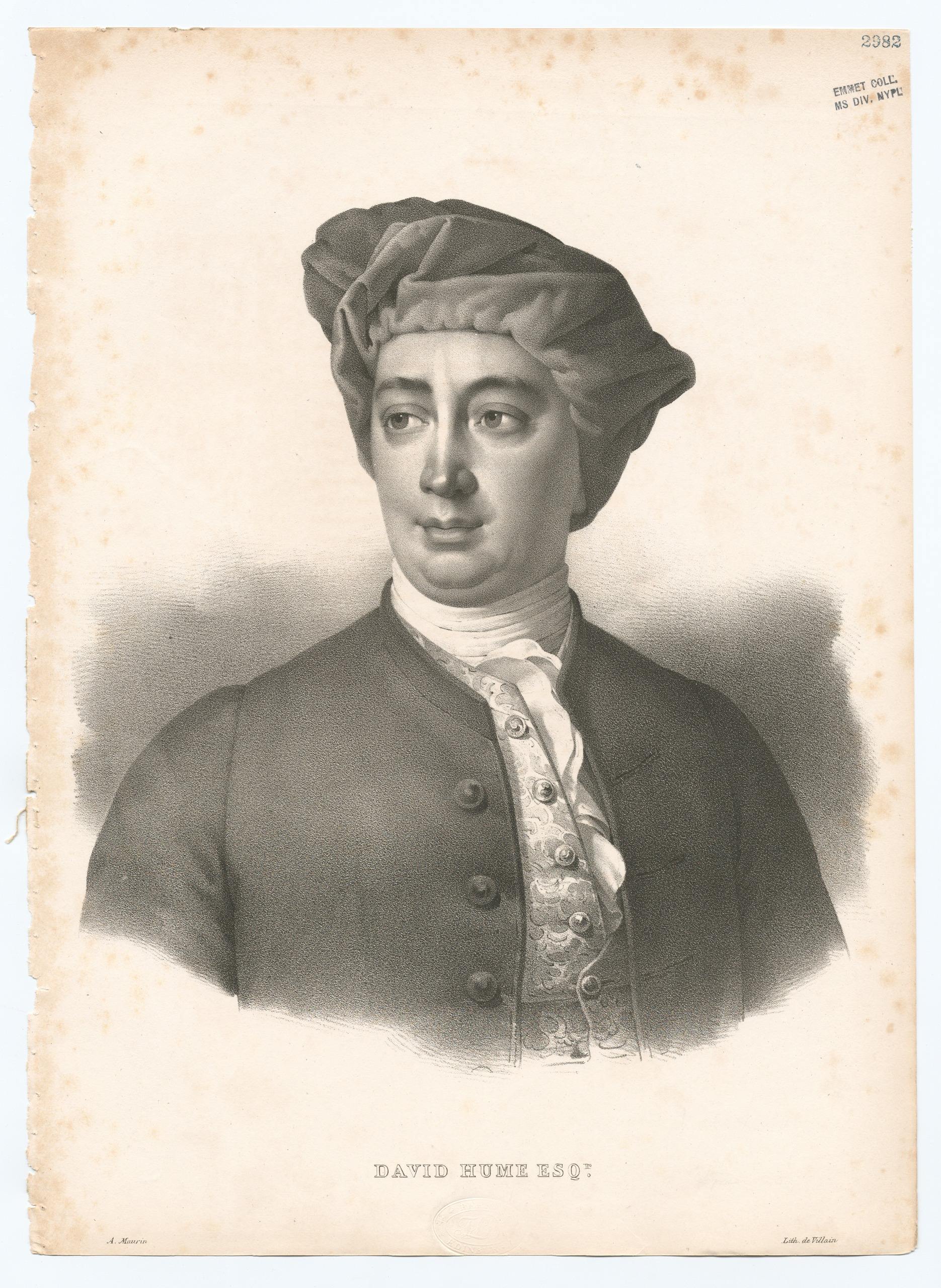
大卫·休谟

《道德原則研究》（英語：An Enquiry Concerning the Principles of Morals）是一本哲學書，由大衛·休謨於1751年完成。休謨於此書中，認為道德基礎在於感情，而不是理性。

《道德原則研究》是休謨完成《人類理解研究》（An Enquiry concerning Human Understanding）三年之後，所著。因此，《道德原則研究》通常又稱為“第二研究”。 休謨原本在《人性論》之第3章中，論道德，而《道德原則研究》是依《人性論》第三卷「論道德」改寫，保留《人性論》的基本觀點，並於觀點與文字表達上都大有擴展。休謨在其短篇自傳作品《我自己的生活》（1776）中，休謨說，《道德原則研究》是：「我所有著作中，無論乃歷史、哲學、文學，無比好之作品」。

## 內容

### 方法
休謨在第二次調查中的做法主要是經驗性的。他沒有用道德應該如何運作的問題開始他的道德探究，而是主要調查我們實際上是如何做出道德判斷的。正如休謨所說：
由於這是一個事實問題，而不是抽象科學，我們只能通過遵循實驗方法，並從特定實例的比較中推導出一般格言來期望成功。（《道德原則研究》，§1，¶10）
此外，休謨旨在提供一種自然主義的道德觀，至少在某種程度上它是人類共有的。他寫：
最後一句話，很可能是，它宣稱人物和行為和藹可親，可憎，值得稱讚或可責備......取決於某種內在的感覺或感覺，這種感覺或感覺在整個物種中已經普遍存在。（《道德原則研究》，§1，¶8）
但是，最後休謨是否意圖提供一種規範的倫理理論，而不僅僅是一種描述性的道德心理學理論，是休謨學者中一個有爭議的問題。

### 感情與理性
休謨通過聲稱與道德理性主義相反，我們永遠不能僅基於理性做出道德判斷來捍衛他以同情為基礎的道德情感主義。理性處理事實並從中得出結論，但在其他條件相同的情況下，它不能引導我們選擇一種選擇而不是另一種選擇; 據休謨說，只有我們的情緒可以做到這一點。休姆寫道：
道德是由情緒決定的。它將美德定義為任何心理行為或質量給觀眾帶來令人愉悅的認可情緒 ; 反之亦然。（《道德原則研究》，附錄1，¶10）
休謨提出情感主義作為倫理學的基礎，主要是作為關於道德認識論的後設倫理學理論。休謨的情感主義類似於直覺主義的道德認識論（當然，在許多方面都是不同的）。根據這樣的理論，一個人對道德真理的認識論上的獲取主要不是通過明顯的中介能力，例如理性。相反，一個人的認識論訪問更直接。根據休謨的說法，我們通過我們的情感了解道德真理 - 我們的讚同和反對的感受。
休謨反對在理性上建立道德的論點現在經常包含在道德反實在主義論證的範疇中。正如受休謨啟發的哲學家約翰·麥基所暗示的那樣，因為存在關於世界的道德事實，可以通過理性和內在動機來識別，所以它們必須是非常奇怪的事實。然而，作為休謨的作為身份的學者之間的爭論相當實在論與反實在主義者。

### 同情
根據休謨的說法，我們以同情為基礎的情緒可以激勵我們追求非自私的目的，就像他人的效用一樣。對休謨和同情理論家亞當史密斯而言，“同情”一詞的意思不僅僅是關注他人的痛苦。對休謨來說，同情是溝通和分享積極和消極情緒的原則。從這個意義上說，它類似於當代心理學家和哲學家所說的同理心。在發展這種基於同情的道德情感主義時，休謨超越了他的前任法蘭西斯·哈奇森的神聖植入的道德感理論，在同情的運作方面，通過闡述道德感的自然道德心理基礎。
在提供了各種例子之後，休謨得出的結論是，大多數（儘管不是全部）我們贊同的行為會增加公共效用。這是否意味著我們僅對自身利益做出道德判斷？與托馬斯·霍布斯不同，休謨認為事實並非如此，拒絕心理利己主義（認為所有具目的之行為最終都是自私自利的）。
除了考慮自身利益之外，休謨認為，我們可以通過對他人的同情來感動我們，這可以為一個人提供完全非自私的關注和動機，實際上，當代理論家所稱的，利他主義的關注。

### 德行倫理
所述規範倫理學來自《道德原則研究》出現的一種形式德行倫理學。休謨認為，我們的道德情感所適用的事物 - 我們贊同和反對的事物 - 不是特定的行為或事件。相反，我們最終判斷一個人的性格 - 無論他們是善良還是惡毒的人。
休謨最終捍衛了一種理論，根據這種理論，美德的基本特徵是“......擁有心理素質，對'人本人'或'他人'有用'或' 可接受'”（EPM，§10，¶ 1）。因此，當時主要宗教通常被認為是美德的某些性格特徵被認為是休謨理論的惡習。休謨稱之為所謂的“美德”，例如克己和謙卑，以及僧侶的美德。他強烈地寫道：
獨身，禁食，懺悔，羞辱，克己，謙卑，沉默，孤獨，以及整個僧侶的美德; 出於什麼原因，他們到處都被有意識的人拒絕，但是因為他們沒有任何目的; 既不能促進一個人在世界上的財富，也不能使他成為一個更有價值的社會成員; 他既沒有資格參加公司娛樂活動，也沒有增加自我享受的力量？相反，我們觀察到它們跨越了所有這些理想的目的; 使理解變得愚蠢，硬化內心，掩蓋幻想和發脾氣。因此，我們將它們轉移到相反的列，並將它們放在惡習目錄中......（《道德原則研究》，§9，¶3）
顯然，休謨認為當時存在嚴重的誤解，認為什麼是美德與惡。例如，與許多宗教教義相反，休謨試圖捍衛一定程度的奢侈，甚至驕傲，是有道德的。
休謨在他的美德分類中做出了重要的區分。它們被分類為“人造的”或“自然的”。這些美德階級之間的關鍵區別在於它們的起源。人造美德起源於並依賴於法院和議會等社會結構。這類美德包括忠誠，正義，貞潔和遵守法律。自然美德不會產生，但自出生以來就會自動存在於人類身上。以下引用強調了這一點：
可塑性，良好的，有人性的，有益的，有益的，有益的，有益的，有益的或等同的綽號在所有語言中都是眾所周知的，並且普遍表達了人類自然能夠實現的最高價值。（《道德原則研究》，第2部分，第1部分）。
因此，自然和人為美德的第二個主要區別是前者是普遍的，而後者可以因社會而異。休謨然後繼續詳細描述這些美德的本質。以下引用突出了休謨描述「人為」美德：
漫長而無助的嬰儿期需要父母的組合才能維持年輕人的生存; 而這種結合需要貞操或忠誠於婚床的美德。（《道德原則研究》，第4節）
以下引用強調了這種美德的起源 - 這種美德“被創造”的觀念特別明顯：
如果沒有這樣的實用程序，它將很容易被擁有，這樣的美德將永遠不會被考慮。（《道德原則研究》，第4節）
顯然，忠誠的美德是人為。